# محافظة أونبا
محافظة أونبا هي محافظة تقع في هوانغهاي الشمالية، كوريا الشمالية.